# Parafia św. Jana Chrzciciela w Rzeszotarach
Parafia Świętego Jana Chrzciciela w Rzeszotarach – rzymskokatolicka parafia znajdująca się w archidiecezji krakowskiej, w dekanacie Mogilany, w Polsce.